# Ökrös Zsuzsa
Ökrös Zsuzsa (Szeged, 1931. október 6. – Budapest, 2005. február 22.) magyar ruhatervező, divattervező és mintatervező.

## Korai évek
Édesapja Ökrös Lajos, édesanyja Megadja Rozália, akitől örökölte a divat, az öltözködéssel való foglalkozás szeretetét, hiszen édesanyja varrónő volt. Az otthonuk általában tele volt mindenféle anyagokkal, varrásra váró kiszabott ruhákkal. Gyermekként a legkedvesebb időtöltés számára a rajzolás volt, valamint papírból készített öltöztethető babákat. Már korán eldöntötte, hogy felnőttként a ruhakészító szakmában szeretne majd dolgozni, ezért az érettségi után az Iparművészeti Főiskolán a ruhatervezői szakra jelentkezett. Tanárai közé tartozott Nádor Vera divattervező, iparművész, művészpedagógus, Szervánszky Jenő festő és Gulyás Dénes festő is.

## Pályafutás
A diploma megszerzése után (1956) az OKISZ Laborba  került és egy évtizedet dolgozott ott, mint divattervező. Legfőbb feladata a reprezentatív divatbemutatók kollekcióinak tervezése volt. Teljes nyári-téli kollekciókat tervezett. Utána (1967) a Ruházati Boltok önálló finomkonfekció osztályára került, amely főként a budapesti üzleteket látta el exkluzív áruval. Fontos azonban, hogy azért változtat munkahelyet, mert hívják és felajánlásokat kap, nem pedig azért, mert elbocsájtják.
1968-ban a Fővárosi Mértékszabóság Budapest Divatszalon önálló divattervezője volt. Évente kétszer tartottak bemutatót, amikor 120-130 ruha modellt mutattak be, amelyből az ügyfelek válogathattak. Meg kellett ismernie a lehető legkülönbözőbb alakú, természetű nőket, és rájuk, személyiségüknek megfelelő ruhát tervezni. A szalon számára anyagokat vásárolni, és tapasztalatokat, információkat gyűjteni Párizsba utazott évente legalább kétszer.
1975-ben, amikor a Magyar Divat Intézetben különböző stúdiók alakultak, elvállalta a Textilstúdió vezetését. Mindamellett, hogy a feladat összetettsége és érdekessége önmagában is elcsábította, fontos szerepet játszott Nádor Verával való kapcsolata, ami a főiskolán kezdődött. Mivel ő kérte fel erre a pozícióra, ezért boldogan igent mondott. A feladata itt az volt, hogy a textilgyárakat divatinformációkkal, tanácsokkal lássa el, valamint megvalósítsa az addig nem tökéletesen működő koordinációt. Már a modelltervezéskor is mindig a textília felől közelített, hogy az anyag tulajdonságai, színe, mintája milyen formában kívánkozik, mire alkalmas.
Bán Magda újságírónőnek az Ez a Divat című lap 1988. évi augusztusi számában a következőt nyilatkozta: „A minta nagyon fontos, mert a látvány fejezi ki a divatot, és ebben az anyag mintájának meghatározó szerepe van.”[forrás?]
Ruháit a kifutókon többek közt Keresztes Orsi, a magyar szupermodellek egyike is bemutatta
Ebben az időszakban kezdett el Frankfurtba utazgatni, az „Interstoff”'-ra, a nemzetközi textilvásárra, ahol az előremutató információkat, előrejelzéseket lehetett megtudni, másrészt találkozhatott a nagy szálgyártó gyárak szakembereivel. A divatintézeti munka során jó szakmai kapcsolata alakult ki a Budaprinttel. Amikor 1982-ben megalakították a gyártmány- és mintafejlesztési központot, felkérést kapott a művészeti vezető beosztásra, így a Pamutnyomó-ipari Vállalat művészeti vezetője lett.
A Gold-Art stúdió egyik alapítója, amely a nyomottminta-kollekciókat tervezi. Évente 800 új mintát fogadtak el, de ennél persze sokkal többet terveztek. Ökrös Zsuzsa és a vállalat főmérnöke válogattak ki azokat a mintákat, amelyek később használatba kerültek. Mindig különös figyelmet fordított az állandó újdonságok kutatására, viszont személyes öltözködésében csak az olyan divatos ruhadarabokat használta, amelyek illenek a személyiségéhez. Ezzel ellentétben, ha egy divatbemutatóra készült sokszor a legvadabb divatötleteket is felhasználta, hiszen a cél az anyag eladása, és hogy a modellek felhívják a figyelmet a kelmében rejlő lehetőségekre.
A Budaprintnél való munka során kiszélesedett a feladatköre és a lakástextilek világával is elkezdett foglalkozni. Sokat exportáltak Nyugat-Európába, például Ausztria volt a legnagyobb ágynemű piac. A lakástextil-alapanyaggyártás és a dekorációs textíliák választékát is bővítették.
Egyedi öltözékterveket, teljes kollekciókat, divatbemutatókat tervezett, előremutató divattrendeket állított össze. Erőssége az együttesek tervezése, az anyaghasználat és a különböző anyagok variálása.

## Ruhatár középkorúaknak
A SZÍNE-JAVA sorozat 1974 áprilisában megjelent, Ruhatár középkorúaknak című számában Ökrös Zsuzsa összefoglal néhány hasznos tanácsot a mindennapi öltözködésről. Négy jelentős egységet különít el, amelyekről részletesen beszámol egy-egy fejezetben:
- kabátok
- kosztümök
- nappali ruhák
- alkalmi ruhák

Ismerteti a 70-es, 80-as évek legpraktikusabb öltözeteit, valamint a leírás mellett illusztráció kíséretében nem csak a szabásmintákat ismerhetjük meg alaposabban, de a színeket, a mintákat, díszítéseket is. Fontos, hogy a kiegészítők is kiemelt helyet kapnak, mégpedig csoportosítva külön rajzokon jelenik meg mit mivel érdemes kombinálni. A szépségápolás is megemlítésre kerül, hiszen a ruházat nem minden. A szoknya ideális hosszáról, bőrápolásról, hajápolásról, ékszerekről és kalapokról is ad néhány tanácsot a nőknek.

## Képek a szocialista divat örökségéből
Rákoskerti Judit, Ökrös Zsuzsa lánya, édesanyja életművének fennmaradt részét a Budapesti Történeti Múzeum Kiscelli Múzeum textilgyűjteményének ajándékozta, amely a Divat a szocializmusban elnevezésű kiállítás alapjául szolgált. A kiállítás 2007. október 17. és 2008. január 14. között volt megtekinthető Budapesten.

## Kiállítások
Egyéni kiállítás
- 1968 - Iparművészeti Múzeum, Budapest.

Válogatott csoportos kiállítások
- 1965 - 5. Országos Iparművészeti kiállítás, Műcsarnok, Budapest
- 1972 - Öltözködés 72, Ernst Múzeum, Budapest
- 1975 - Jubileumi Iparművészeti kiállítás, Műcsarnok, Budapest
- 1981 - 5. Ipari Textilművészeti Biennálé, Savaria Múzeum, Szombathely
- 1987 - 8. Ipari Textilművészeti Biennálé, Savaria Múzeum, Szombathely
- 1988 - Tavaszi Tárlat, Műcsarnok, Budapest
- 1989 - Téli Tárlat, Magyar Képzőművészek és Iparművészek Szövetsége, Műcsarnok, Budapest
- 1995 - a Magyar Kultúra Alapítvány karácsonyi kiállítása.

Művek közgyűjteményekben
- Magyar Nemzeti Múzeum, Budapest